# Iwan Blijd
Iwan Blijd (ur. 8 maja 1953) – surinamski judoka. Reprezentant kraju na igrzyskach olimpijskich w Monachium w kategorii do 63 kg. Przegrał w pierwszej rundzie z Marcelem Burkhardem, zajmując ostatecznie 19. miejsce.